# Resolució 818 del Consell de Seguretat de les Nacions Unides
La Resolució 818 del Consell de Seguretat de les Nacions Unides, aprovada el 14 d'abril de 1993 després de reafirmar les resolucions 782 (1992) i 797 (1992) sobre la situació a Moçambic, el Consell va destacar la seva preocupació pels retards i dificultats que obstaculitzaren l'aplicació del procés de pau que preveuen els Acords de pau de Roma després de la Guerra Civil de Moçambic.
La resolució va demanar al Govern de Moçambic i a RENAMO cooperar amb el secretari general Boutros Boutros-Ghali i el representant especial durant l'execució del mandat de l'Operació de les Nacions Unides a Moçambic (ONUMOZ), i també va instar ambdós a complir amb els compromisos adquirits en els Acords de Pau, en particular en relació amb la concentració, reunió i desmobilització de llurs tropes i la formació d'unes noves forces armades. En aquest sentit, va cridar a la formació de la nova Força de Defensa de Moçambic tan aviat com sigui possible.
Dirigida a les dues parts, la resolució va celebrar l'anunci d'ambdós de convocar el més aviat possible una reunió entre el President de Moçambic i el president de la RENAMO i al mateix temps fa una crida a la RENAMO per assegurar el funcionament ininterromput de les comissions conjuntes i dels mecanismes de supervisió perquè les dues parts respectin l'alto el foc i permetin la llibertat de moviment i de béns. També va demanar llibertat de moviment a la ONUMOZ, va donar la benvinguda a la intenció del Secretari General de desplegar la força de manteniment de la pau i va destacar la importància de la ràpida signatura de l'estatut de les forces acordat entre el Govern de Moçambic i de les Nacions Unides per a facilitar l'operació lliure, eficient i eficaç de l'ONUMOZ al país. L'acord va ser signat el 14 de maig de 1993.
El Consell va concloure donant la benvinguda als esforços dels Estats membres a Moçambic i va demanar al Secretari General que presentés, abans del 30 de juny de 1993, un informe sobre la situació al país, inclosos els preparatius per a les eleccions i la desmobilització de les forces de Moçambic.